# Concord (fiume)
Il Concord, in inglese Concord River, è un affluente del fiume Merrimack nel Massachusetts orientale (Stati Uniti d'America). Il fiume, lungo circa 25 chilometri bagna una piccola area rurale e suburbana della regione a nord-ovest di Boston. È uno dei più famosi piccoli corsi d'acqua nella storia degli Stati Uniti poiché fu teatro di una delle più importanti battaglie delle prime fasi della guerra d'indipendenza e fu soggetto di un famoso libro del XIX secolo di Henry David Thoreau.

## Descrizione
Nasce nella contea di Middlesex dalla confluenza dei fiumi Sudbury e Assabet, vicino al centro cittadino di Concord. Scorre generalmente a nord, dalla parte orientale di Concord (lungo il confine nord-occidentale dell'area metropolitana di Boston) unendosi da sud al fiume Merrimack nella parte orientale di Lowell. Scorre dolcemente con poche variazioni nella topografia lungo la maggior parte del suo corso. Il suo bacino idrografico tocca la contea di Worcester ed include trentasei città del Massachusetts.
Il fiume era conosciuto dai nativi americani col nome di "Musketaquid". La valle del fiume fu scoperta negli anni trenta del XVII secolo dai coloni inglesi che gli diedero l'attuale nome. Il 19 aprile del 1775 l'Old North Bridge, che attraversava il fiume nella città di Concord, fu teatro della famosa battaglia di Concord, dove furono sparati i primi colpi della guerra d'indipendenza (lo stesso giorno un altro scontro si verificò a Lexington, tant'è che si parla di un'unica battaglia nella storiografia moderna). La riproduzione del piccolo ponte di legno (Concord Bridge) è protetta dal National Park Service.
Henry David Thoreau scrisse il suo primo libro, "A Week on the Concord and Merrimack Rivers" nel 1849 mentre viveva a Walden Pont, uno stagno vicino al fiume. Il suo libro racconta di un viaggio in barca di sette giorni sui due fiumi col fratello John, che era morto. Thoreau racconta la sua esplorazione delle bellezze naturali del fiume e i pensieri che lo accompagnano sui temi eterni della verità, della poesia, del viaggio e dell'amicizia. Nonostante la crescita di aree suburbane vicino al fiume rimane ancor oggi una popolare zona per il canotaggio.